# روضه خانه حاج حسن
روضه خانه حاج حسن مربوط به اواخر دوره قاجار است و در احمدآباد، خیابان آیت ا فکور، کوچه شهید عسگری، پلاک ۱۳۱۹۴ واقع شده و این اثر در تاریخ ۲ بهمن ۱۳۸۲ با شمارهٔ ثبت ۱۰۸۲۰ به‌عنوان یکی از آثار ملی ایران به ثبت رسیده‌است.